# Jan Świdziński

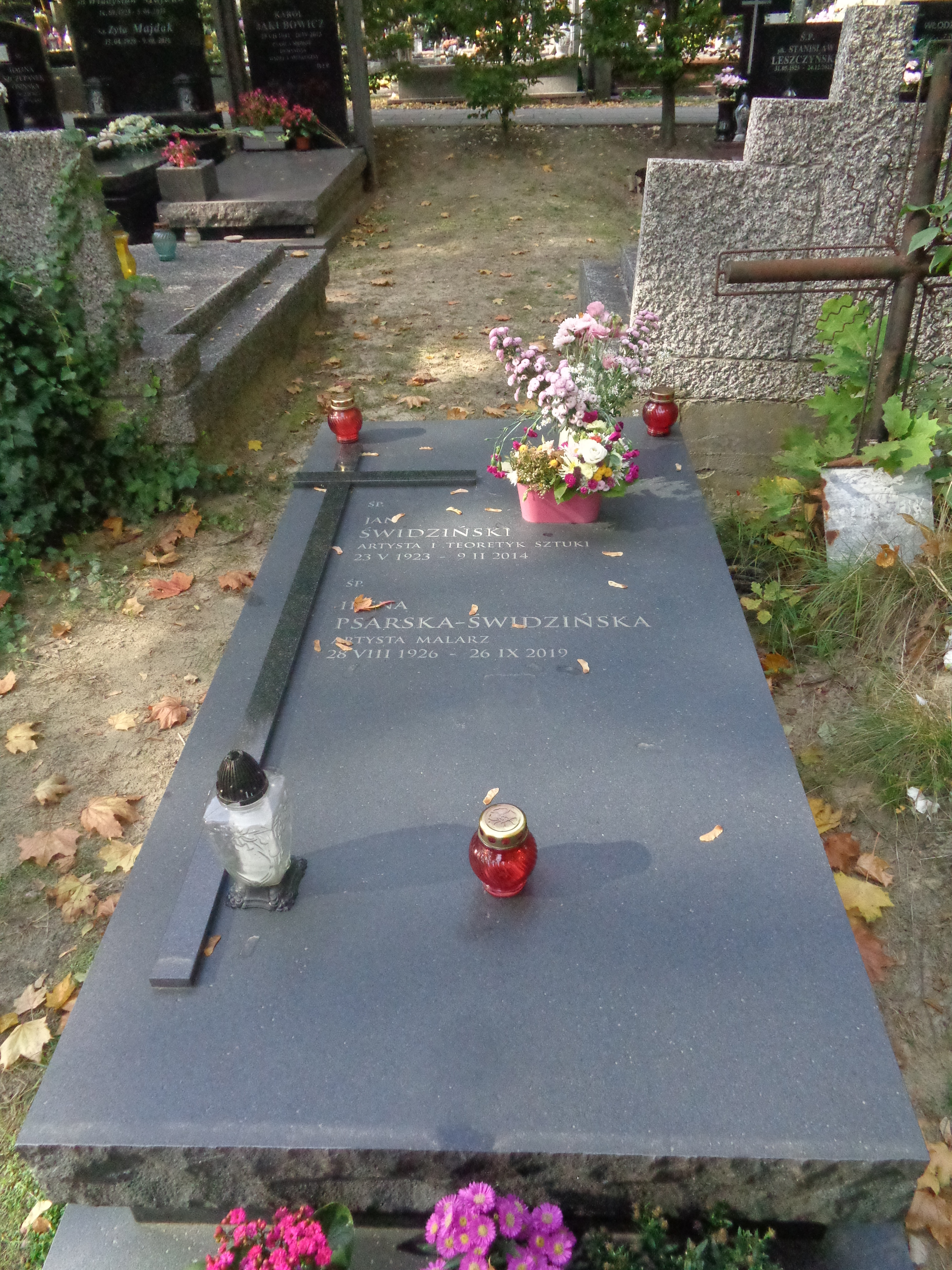
Grób Jana Świdzińskiego na Cmentarzu Wojskowym na Powązkach

Jan Świdziński (ur. 25 maja 1923 w Bydgoszczy, zm. 9 lutego 2014 w Warszawie) – polski artysta współczesny, artysta intermedialny, twórca sztuki kontekstualnej, performer, krytyk sztuki i filozof.

## Życiorys
Podczas wojny Jan Świdziński studiował w tajnym nauczaniu architekturę na Politechnice Warszawskiej i uczęszczał na zajęcia baletowe w szkole Leona Wójcikowskiego. Po wojnie studiował na Wydziale Malarstwa ASP w Warszawie, gdzie obronił dyplom w 1952 roku. Początkowo zajmował się malarstwem, grafiką, architekturą i tańcem. Studiował logikę formalną i struktury językowe. Zajmował się zagadnieniem komunikacji i informacji, sztuką jako praktyką społeczną (sztuka jako działanie stymulujące nową rzeczywistość). Od 1974 uprawiał sztukę performance.
W 1976 wydał manifest „Sztuka jako sztuka kontekstualna” (Wyd. Selem Galerie S. Petri, Lund, Szwecja). Autor wydanych za granicą książek: „Art as Contextual Art” (Lund, Szwecja 1976), „Art, Society and Self-consciousness” (Calgary, Kanada 1979), „Freedom and Limitation – The Anatomy of Post-modernism” (Calgary, Kanada 1987), „Quotations on Contextual Art” (Eindhoven, Holandia 1988), „L’Art et son Contexte” (Québec, Kanada 2005). Wydane w Polsce: „Sztuka jako sztuka kontekstualna” (także po ang. Warszawa 1977). Wystawiał m.in. w: De Appel Gallery w Amsterdamie, Malmö Museum, Centro Internationale Multimedia w Salerno. Wykładał w École nationale supérieure des beaux-arts w Paryżu, Université du Québec w Montrealu, New York University w Nowym Jorku, l'École Sociologique Interrogative w Paryżu, University of Calgary w Calgary, i Vancouver University w Vancouver.
Jako artysta był uczestnikiem wielu międzynarodowych festiwali sztuki performance na całym świecie. W 1989 roku Jan Świdziński został wybrany prezesem Stowarzyszenia Sztuk Innych (SASI). W 1997 roku zorganizował międzynarodową konferencję z udziałem artystów i teoretyków w Galerii Remont Sztuka jako działanie w kontekście rzeczywistości. W 1990 zorganizował w Łucznicy Międzynarodowy Festiwal Interscop. W latach 90. organizował Międzynarodowy Festiwal Sztuki Performance „Real Time – Story Telling” w Sopocie (1991) i Lublinie (1993). Od 1999 był też kuratorem i Prezydentem Międzynarodowego Festiwalu Sztuki Akcji INTERAKCJE w Piotrkowie Trybunalskim. W maju 2005 roku Jan Świdziński otrzymał Order Polonia Restituta za wkład w rozwój i promowanie kultury Polskiej w kraju i za granicą.
W 2005 roku MCSW „Elektrownia” w Radomiu zorganizowało sympozjum poświęcone koncepcji Jana Świdzińskiego i wydało jego książkę Sztuka i jej kontekst, pierwotnie wydaną po francusku przez ośrodek Le Lieu w Quebec w Kanadzie.
W 2010 roku w CSW Zamek Ujazdowski prezentowana była wystawa Jana Świdzińskiego W moim kontekście. Wybrane działania z fotografią i tekstem. W tym samym roku, w rozbudowanej wersji i uzupełniona o sympozjum teoretyczne, przedstawiona została w Galerii Labirynt w Lublinie. W 2010 roku w TVP Kultura emitowany był film Piotra Weycherta dokumentujący spotkanie Jana Świdzińskiego z Josephem Kossuthem w Rzymie (w lipcu 2008 roku), była to kontynuacja polemik Świdzińskiego z Kossuthem zapoczątkowanych w latach 70. Nowy film Piotra Weycherta Jan Świdziński. W kontekście sztuki prezentowała w ramach Warsaw Gallery Weekend w ubiegłym roku Fundacja Arton.
W 2005 odznaczony Krzyżem Oficerskim Orderu Odrodzenia Polski.
Zmarł 9 lutego 2014 i został pochowany na Cmentarzu Wojskowym na Powązkach w Warszawie kwatera D rząd 1 miejsce 29

## Publikacje
- Jan Świdziński, „Art as Contextual Art”, Ed. Sellem, Galerie S. Petri, Archive of Experimental Art, 1976, Lund, Szwecja.
- Jan Świdziński, „Sztuka jako sztuka kontekstualna”, wyd. Art Text, Galeria Remont, 1977.
- Jan Świdziński, „L’Art et son Contexte”, Ed. Inter, Le Lieu, Québec, Kanada.
- Jan Przyłuski – Sztuka akcji. Dziesięć zdarzeń w Polsce, 2007.
- „INTER. Art Actuel”, nr 93, zatytułowany „L’art et son contexte. Le contexte et l’art”, wiosna 2006.